# LGV Normandie
Az LGV Normandie egy francia nagysebességű vasútvonal-projekt, amely Párizst és Normandiát fogja összekötni. Ha elkészül, a vonatok 250 km/h sebességgel fognak közlekedni, Rouen-t egy új TGV állomás szolgálja majd ki.

## Története
A javasolt LGV-hálózat 1991-es diagramja már tartalmazta az LGV Normandie-t. Ez Párizs külvárosában kezdődött volna, és Mantes-la-Jolie közelében két ágra oszlott volna; az egyik Rouen felé vezetett volna, a másik Évreux közelében végződött volna. Ezt a projektet jövedelmezőségi megfontolások miatt elvetették (a jelenlegi Corails TGV-kre való cseréjének költségei magasak lettek volna, míg az időnyereség szerény lett volna). Alsó-Normandia és Felső-Normandia régióknak ezért be kellett érniük egy egyszerűbb, a "klasszikus" vonal infrastruktúráját javító projekttel.

## Jelenlegi projekt
A jelenlegi LGV Normandie projekt, amely néhány évvel később következett, ambiciózusabb az előzőeknél:
- A Párizs-Normandia útvonalon kívül Normandián belüli belső összeköttetéseket (TER-GV) és tartományon belüli összeköttetéseket irányoz elő.
- A projekt Normandia három fő városát köti össze: Rouen, Caen és Le Havre teljes egészében LGV-vel kapcsolódik Párizshoz.

Az LGV Normandie "új" változata a párizsi Nanterre külvárosában, a Párizs-Poissy vonalán indulna. A tervek szerint a normandiai La Défense kiszolgálása érdekében egy összeköttetést is létesítenének. A vonal ezután nagyrészt az A14-es és az A13-as autópályákat követné egészen a Rouentől délre fekvő Oisselig, ahol két összeköttetést építenének Rouen felé, és talán egy új állomást is. A vonal ezután a Szajna bal partját követné a Honfleurtól keletre található háromszög alakú csomópontig; innen a vonal a Normandia és Tancarville hídjai között keresztezné a Szajnát, és egy olyan összeköttetésben végződne, amely lehetővé tenné a Le Havre-i járatot. A Honfleur-i csomópont után az LGV a tengerrel határos lenne, és egy összeköttetés Deauville-t szolgálná ki. Az LGV a Caen melletti Cagny-ben érne véget, lehetővé téve a TGV-k számára, hogy Caen-t kiszolgálják, de Cherbourg-ot nem.
A vonal így lehetővé tenné Rouen és Párizs 30 perc alatt, Le Havre és Párizs 50 perc alatt, valamint Caen és Párizs kevesebb mint egy óra alatt történő összekapcsolását. Ezenkívül nagysebességű összeköttetést tenne lehetővé Caen-Rouen, Caen-Le Havre és Rouen-Le Havre között.

## Kapcsolódó projektek
Az LGV Picardie összekötné Normandiát és Észak-Franciaországot, Brüsszelt, Pikárdiát és a kelet-franciaországi régiót.